# Glenn Ferguson
Glenn Ferguson (Belfast, 10 de julho de 1969) é um ex-futebolista e treinador de futebol norte-irlandês que atuava como atacante.

## Carreira
Em 24 anos de carreira como jogador, Ferguson estreou em 1987, no Ards. Suas passagens de maior destaque foram com as camisas do Glenavon (1990 a 1998), que pagou 55 mil libras para sua contratação (a mais cara da história da primeira divisão nacional até 2019, quando o Crusaders assinou com Jamie McGonigle por 60 mil libras) e Linfield (1998 a 2009), onde jogou 515 partidas e fez 285 gols.
Aposentou-se dos gramados em 2011, quando jogava no Lisburn Distillery, onde alcançou o milésimo jogo como profissional em agosto de 2010, na vitória por 2 a 1 sobre o Newry City. Com 563 gols, é o terceiro maior artilheiro na história do futebol na Irlanda (República da Irlanda e Irlanda do Norte) atrás de Jimmy Jones e Joe Bambrick.
Pela Seleção Norte-Irlandesa, Ferguson teve poucas chances de repetir seu desempenho em clubes: entre 1999 e 2001, o atacante disputou apenas 5 jogos e não fez nenhum gol. Também defendeu a seleção Sub-21 entre 1997 e 1998 (quando já estava próximo dos 30 anos) e um combinado da liga irlandesa (4 partidas e 2 gols entre 1991 e 2000).
Contabilizando todas as competições, Spike (como o atacante era conhecido) disputou 1.047 partidas, sendo o 19º jogador com mais partidas oficiais disputadas por clubes e seleções. além de ter conquistado 30 títulos como jogador (8 pelo Glenavon, 21 pelo Linfield e um pelo Lisburn Distillery).
Entre 2011 e 2016, foi treinador do Ballymena United. 

## Títulos

### Como jogador
Glenavon
- Copa da Irlanda do Norte: 1996–97
- Floodlit Cup: 1996–97
- Copa Ouro da Irlanda do Norte: 1990–91, 1997–98
- County Antrim Shield: 1990–91, 1995–96
- Mid-Ulster Cup: 1990–91
- IFA Charity Shield: 1992 (dividido com o Glentoran)

Linfield
- IFA Premiership: 1999–00, 2000–01, 2003–04, 2005–06, 2006–07, 2007–08
- Copa da Irlanda do Norte: 2001–02, 2005–06, 2006–07, 2007–08
- Copa da Liga da Irlanda do Norte: 1998–99, 1999–00, 2005–06, 2007–08
- County Antrim Shield: 1997–98, 2000–01, 2003–04, 2004–05, 2005–06
- IFA Charity Shield: 2000
- Setanta Cup: 2005

Lisburn Distillery
- Copa da Liga da Irlanda do Norte: 2010–11

### Como treinador
Ballymena United
- County Antrim Shield: 2012–13, 2015–16

## Individuais
- Artilheiro da IFA Premiership: 1994-95 (27 gols) e 2003–04 (25 gols)
- Futebolista do ano da Irlanda do Norte: 2000-01, 2003–04, 2005–06
- Futebolista do ano da Irlanda do Norte pela Associação de Jornalistas Esportivos: 2000-01, 2003–04, 2005–06
- Jogador do ano da Primeira Divisão norte-irlandesa: 1994